# مسجد سونان جيري
مسجد سونان جيري (إندونيسيا) يقع بالقرب من جريسيك، على بعد حوالي 45 كيلومتر من سورابايا، اندونيسيا، يضم المسجد جناح فيه قبر سونان جيري، احد اولياء الله التسعة الملسمين في جاوة (والي سانجا)، ومثل مقابر اولياء الله الاخرين، تعد نقطة مهمة وميمونة للغاية لانطلاق الحج، يشار إلى الموقع بالعادة إلى Giri Kedaton
يُعتقد أن هذا هو موقع مملكة جيري كيداتون التي أسسها سونان جيري في 9 مارس 1487. ويُعتقد أن نقوشها الخشبية يعود تاريخها إلى 500 عام، وهي محفوظة بشكل جيد، وتحتفظ بألوان الذهب والورنيش الأحمر الأصلية.
يقع هذا الموقع على قمة تل جيري مع صعود شديد الانحدار، وتحديدًا في قرية سيدوموكتي، وهي جزء من منطقة كيبوماس الفرعية في مقاطعة جريسيك، على بعد حوالي 200 متر جنوب مقبرة سونان جيري.

## علم أصول الكلمات
يأتي اسم Giri Kedaton من كلمة Datu والتي تعني الملك. تتغير كلمة "داتو" عندما يسمعها السكان ويذكرونها. يؤدي هذا إلى تغيير كلمة datu إلى Kedatuan أو Kedaton. في حين أن معنى كلمة kedaton نفسها له معنى مكان الملك. كان هذا المكان عرشًا للملوك من أحفاد سونان جيري، ومكانًا للتعليم في مدرسة داخلية، ومكانًا لاجتماع المجتمع (في منطقة الخطوة الأولى)، حتى أصبح في النهاية مجمع دفن للعائلة المالكة.

## موقع
المسجد الذي يقع على ارتفاع 120 متراً فوق مستوى سطح البحر، لا يزال يحافظ على مفهوم بناء مملكة أستانا جيري كيداتون. إلى الجنوب من البوابة الشمالية، يوجد مجمع قبر لسونان برابن وعائلته. يقع مجمع دفن سونان برابن، الملك الرابع لمملكة جيري كيداتون وعائلته على مقربة من مسجد سونان جيري. كان الملك الرابع لمملكة جيري كيداتون من نسل سونان جيري الذي حقق أكبر نجاح في تأسيس المملكة ونشر الإسلام في الجزء الشرقي من جاوة.

## تاريخ
يقع مسجد سونان جيري على سفح تل قرية سيدوموكتي، منطقة كيبوماس، مقاطعة جيرسيك، وهو المكان الذي اسس فيه سونان جيري مركز الكتاب الاصفر للدراسة.
حاليا، مسجد سونان جيري ليس المسجد الأصلي الذي بناه سونان جيري. المسجد الذي تم بناؤه أصلا كان مصنوعا من الخشب. وفي هذه الأثناء، نرى أنه تم اليوم إنشاء جدار خرساني دائم. لكن الشكل المعماري قريب من شكل المسجد القديم (الأصلي) الذي أسسه سونان جيري عام 1544م. ونظراً لظروف الزمن وتدهور حالة المسجد، تم إجراء أول عملية تجديد أو إصلاح له في عام 1857م، عندما كان عمر المسجد حوالي 313 عاماً. ومن الآن فصاعدا، لم يتم تسجيل عدد عمليات التجديد التي تم إجراؤها.
باعتباره أثرًا تاريخيًا، كان هذا المسجد يُدار من قبل حكومة جزر الهند الشرقية الهولندية. تم تسجيل المسجد في "monumenten ordonantie" بالقانون رقم 238 بلاد عام 1931.[بحاجة لمصدر] حاليًا، يقع تحت إشراف مديرية حماية وتنمية التراث التاريخي والأثري التابعة لوزارة التعليم والثقافة (Depdikbud).
تم اجراء اخر تجديد له عام 1982 م، قبل افتتاحه من قبل الحاكم KDH المستوى الثاني بتاريخ 17 كانون اول 1982.
رغم أنه يعتبر تراثًا تاريخيًا، إلا أنه لا يزال يستخدم كبيت للعبادة. ولا يزال المسجد مزدحماً بالمصلين في صلاة الرواتب وصلاة الجمعة، حتى في الأشهر الكبرى، مثل محرم، وذو الحجة، وربيع الأول. ويزور المسجد أيضًا الحجاج من خارج جاوة، مثل سومطرة وكاليمانتان.
عند دخول موقع المسجد، يوجد حوالي ستة شواهد قبور تقع على يسار ويمين الباب. وتوجد أيضًا شواهد القبور على جانب الدرج المؤدي إلى المسجد. في هذه الأثناء، يقع القبر الرئيسي الذي دفن فيه سونان جيري في المنطقة الواقعة على يسار المسجد. يوجد حوالي 300 قبر تقع حول مسجد سونان جيري. شكل حجر القبر هو نفسه تقريبا وغير معروف. مصنوعة من الحجر الأسود "الحجر الأسود" الذي كان يستخدم على نطاق واسع لبناء المعابد أو التماثيل في أوج الهندوسية والبوذية.
كما هو الحال مع المساجد القديمة في جميع أنحاء المنطقة، يتمتع مسجد سونان جيري أيضًا بشكل قبة مميز، وهي قبة سقف هرمية ذات ثلاث درجات. إن شكل القبة بهذا الشكل يذكرنا بقبة مسجد ديماك كأول مسجد بناه الأوصياء في جاوة. وهذا ليس مفاجئًا، لأنه توجد بالفعل علاقة بين سلطنة ديماك وسونان جيري.
يحتوي مسجد سونان جيري على ثلاث مستويات من الخطوات الجغرافية. الخطوة الأولى هي القاعة التي تتم فيها أنشطة التدريس والتعلم لمادة التربية الدينية الإسلامية. بالإضافة إلى ذلك، يتم استخدام هذه الشرفة أيضًا من قبل السكان للأنشطة والعبادة. الخطوة الثانية هي مقبرة العائلة على الجانب الغربي. أما على الجانب الشرقي فهناك المآذن والبوابات والمساجد التي كانت تستخدم قديما لرفع الأذان للصلاة.
عائلة سونان جيري القريبة، المكونة من أطفال وزوجات سونان جيري، تقع في الدرجة الثالثة. وفي الدائرة الثانية من الدرجات، تم دفن جثث أقارب سونان جيري المقربين وإخوته وأخواته بالتبني. بالإضافة إلى ذلك، يوجد خارج السياج قبر سونان برابين أو الاسم الأصلي لماس راتو براتيكال وقبر عائلته